# Hisao Tanabe
Hisao Tanabe  (田辺 尚雄, Tanabe Hisao, 16 août 1883 - 5 mars 1984) est un musicologue japonais, à l'origine de l'étude de la musique asiatique au Japon. Il apprend les principes de la musicologie d'un missionnaire français lorsqu'il commence ses études en 1920, recherchant les traditions musicales de la maison impériale du Japon. En avril 1921, il visite la Corée et contribue à la sauvegarde de la tradition musicale de la cour de Joseon qui était en voie de disparition. Il prend des films, réalise des enregistrements audio et publie un rapport largement diffusé exaltant la musique de cour coréenne et la comparant à la pratique des cours impériales du Japon. Plus tard au cours de cette même année 1921, il invente un nouveau type de kokyū pour jouer les notes élevées.
Il est désigné personne de mérite culturel en 1981. Le prix Hisao-Tanabe est ainsi nommé en son honneur.

## Référence
- (en) Cet article est partiellement ou en totalité issu de l’article de Wikipédia en anglais intitulé « Hisao Tanabe » (voir la liste des auteurs).